# Torre Maxximus
Maxximus será el edificio más alto de la ciudad de Guayaquil y del Ecuador. Se encuentra ubicado dentro del sector de Puerto Santa Ana, tendrá 184 m de altura distribuidos en 50 pisos. Superando así a la Torre The Point.
La propuesta de Maxximus Guayaquil City Center como edificio de uso mixto, ofrece una combinación de espacios residenciales de lujo, oficinas corporativas y amenidades de primer nivel, estableciendo un nuevo estándar para el desarrollo urbano en Ecuador. Sus oficinas profesionales y corporativas estarán ubicadas desde el piso 2 al 26 y del piso 41 al 44, Las Suites, Departamentos Y Lofts estarán ubicados desde el piso 27 al 40.